# Región de Zanzan
Zanzan fue hasta 2011 una de las 19 regiones de Costa de Marfil. La capital de la región era Bondoukou. Ocupando 38.000 km², poseía una población de (2002 estimado) 839.000 habitante. 

## Departamentos
La región estaba dividida en tres departamentos: Bondoukou, Bouna y Tanda.